# Brit Awards 2021
Les Brit Awards 2021 ont lieu le 11 mai 2021 à l'O2 Arena à Londres. Il s'agit de la 41e cérémonie des Brit Awards, présentée par Jack Whitehall diffusée en direct à la télévision sur la chaîne ITV.

## Contexte
La cérémonie qui devait initialement avoir lieu en février 2021 a été repoussée de trois mois à cause de la pandémie de Covid-19.
La situation sanitaire au Royaume-Uni le permettant, elle s'est déroulée devant 4 000 personnes dispensées du port du masque mais devant montrer un dépistage négatif. Parmi elles 2 500 travailleurs essentiels (key workers (en)), tels que personnel soignant ou exerçant dans les transports publics ou les supermarchés, invités par les organisateurs afin de saluer leur « engagement désintéressé ».   

## Nominations
Les nominations sont dévoilées le 31 mars 2021. Elles sont dominées par les artistes féminines, notamment dans la catégorie du meilleur album britannique, considérée comme la plus importante, avec quatre chanteuses désignées sur les cinq concurrents (Celeste, Dua Lipa, Arlo Parks et Jessie Ware), contrebalançant ainsi la tendance très critiquée de l'année précédente où seuls des artistes masculins étaient en compétition dans cette catégorie,.
Le prix du meilleur groupe international, non décerné lors de la précédente édition, est de retour. Les membres du groupe BTS, qui est désigné dans cette catégorie, deviennent les premiers artistes sud-coréens à obtenir une nomination dans les Brit Awards.
Le prix du meilleur producteur britannique n'est pas attribué cette année.

## Résultats
Les artistes féminines sont les grandes gagnantes de la cérémonie. En effet, à l'exception de la chanson de l'année, elles remportent toutes les catégories mixtes, dont celle du meilleur groupe britannique avec Little Mix qui devient la première formation entièrement féminine à gagner le prix.
Le trio féminin américain Haim décroche, quant à lui, le trophée du meilleur groupe international. Dans cette catégorie, ce n'est pas la première fois qu'un groupe entièrement féminin est lauréat. Les précédents étant The Bangles en 1987, TLC en 2000 et Destiny's Child en 2002,,.
La chanteuse Dua Lipa est la seule parmi tous les artistes à être distinguée deux fois (meilleure artiste solo britannique et meilleur album britannique).
La chanteuse américaine Taylor Swift est honorée du prix spécial Icon Award qui n'avait été décerné que trois fois auparavant (à Elton John en 2014, David Bowie à titre posthume en 2016 et Robbie Williams en 2017), et devient à la fois la première femme et la première artiste non britannique à le recevoir.

## Interprétations sur scène
Plusieurs chansons sont interprétées lors de la cérémonie.
- Coldplay : Higher Power
- Dua Lipa : medley (Love Again, Physical, Pretty Please, Hallucinate, Don't Start Now, Future Nostalgia)
- Olivia Rodrigo : Drivers License
- Arlo Parks : Hope
- Olly Alexander et Elton John : It's a Sin
- The Weeknd : Save Your Tears
- Griff : Black Hole
- Headie One, AJ Tracey et Young T & Bugsey (en) : Ain't It Different, Princess Cuts
- Rag'n'Bone Man, Pink et The Lewisham and Greenwich NHS Choir : Anywhere Away from Here

## Palmarès
Les lauréats apparaissent en caractère gras,.

### Meilleur album britannique
- Future Nostalgia de Dua Lipa
  - Not Your Muse de Celeste
  - Big Conspiracy de J Hus (en)
  - Collapsed in Sunbeams d'Arlo Parks
  - What's Your Pleasure? de Jessie Ware

### Chanson de l'année
- Watermelon Sugar de Harry Styles
  - Don't Need Love de 220 Kid et Gracey
  - Rain de Aitch and AJ Tracey featuring Tay Keith (en)
  - Head & Heart de Joel Corry featuring MNEK
  - Lighter de Nathan Dawe (en) featuring KSI
  - Ain't It Different de Headie One, AJ Tracey et Stormzy
  - Physical de Dua Lipa
  - Secrets de Regard et Raye
  - Rover de S1mba (en) featuring DTG
  - Don't Rush de Young T & Bugsey (en) featuring Headie One

### Meilleur artiste solo masculin britannique
- J Hus (en)
  - Joel Corry
  - Headie One
  - AJ Tracey
  - Yungblud

### Meilleure artiste solo féminine britannique
- Dua Lipa
  - Celeste
  - Lianne La Havas
  - Arlo Parks
  - Jessie Ware

### Meilleur groupe britannique
- Little Mix
  - The 1975
  - Bicep
  - Biffy Clyro
  - Young T & Bugsey (en)

### Meilleur nouvel artiste
- Arlo Parks
  - Bicep
  - Celeste
  - Joel Corry
  - Young T & Bugsey (en)

### Rising Star Award
- Griff[15]
  - Pa Salieu (en)
  - Rina Sawayama

### Meilleur artiste solo masculin international
- The Weeknd
  - Burna Boy
  - Childish Gambino
  - Bruce Springsteen
  - Tame Impala

### Meilleure artiste solo féminine internationale
- Billie Eilish
  - Cardi B
  - Miley Cyrus
  - Ariana Grande
  - Taylor Swift

### Meilleur groupe international
- Haim
  - BTS
  - Fontaines D.C.
  - Foo Fighters
  - Run the Jewels

### Icon Award
- Taylor Swift

## Artistes à nominations multiples
- 3 nominations :
  - Celeste
  - Joel Corry
  - Dua Lipa
  - Arlo Parks
  - AJ TRacey
  - Young T & Bugsey

## Artiste à récompenses multiples
- 2 récompenses :
  - Dua Lipa